# Marco Aurélio
Marco Aurélio (født 10. februar 1952) er en tidligere brasiliansk fodboldspiller og træner.